# Sauce Colbert
Die Sauce Colbert ist eine klassische Sauce aus der französischen Küche, die nach dem Staatsmann Jean-Baptiste Colbert (1619–1683) benannt wurde. Sie ist eine Abwandlung der Sauce Foyot, die wiederum auf der Sauce béarnaise basiert.
Die Sauce wird aus Bratensaft, -fond oder Demi-glace hergestellt, welcher mit Butter montiert wird. Einige Rezeptvarianten legieren die Sauce zusätzlich mit Eigelb, andere parfümieren sie mit Madeira. Die fertige Sauce wird mit Cayennepfeffer, geriebener Muskatnuss sowie Zitronensaft abgeschmeckt und mit gehackter Petersilie verfeinert.